# Level 42/Diskografie
Diese Diskografie ist eine Übersicht über die musikalischen Werke des britischen New-Wave-Band Level 42. Zwischen 1981 und 1994 platzierten sich zehn Studioalben der Band in den UK-Charts. Am erfolgreichsten waren World Machine (1985) und Running in the Family (1987), die jeweils mit Doppelplatin ausgezeichnet wurden. Running in the Family war zugleich das erfolgreichste Album in Deutschland, wo es Platz vier der Charts erreichte und dafür eine Goldene Schallplatte erhielt.
Die mit Abstand erfolgreichste Single von Level 42 ist Lessons in Love (1986). Das Lied war ein Nummer-eins-Hit in Deutschland und der Schweiz sowie ein Top-10-Hit in Österreich und im Vereinigten Königreich. Den Schallplattenauszeichnungen zufolge hat sie bisher mehr als 3,4 Millionen Tonträger verkauft, davon alleine in ihrer Heimat über 2,4 Millionen.

## Alben

### Studioalben
| Jahr | Titel                            | Höchstplatzierung, Gesamtwochen, AuszeichnungChartplatzierungen (Jahr, Titel, Platzierungen, Wochen, Auszeichnungen, Anmerkungen) | Höchstplatzierung, Gesamtwochen, AuszeichnungChartplatzierungen (Jahr, Titel, Platzierungen, Wochen, Auszeichnungen, Anmerkungen) | Höchstplatzierung, Gesamtwochen, AuszeichnungChartplatzierungen (Jahr, Titel, Platzierungen, Wochen, Auszeichnungen, Anmerkungen) | Höchstplatzierung, Gesamtwochen, AuszeichnungChartplatzierungen (Jahr, Titel, Platzierungen, Wochen, Auszeichnungen, Anmerkungen) | Höchstplatzierung, Gesamtwochen, AuszeichnungChartplatzierungen (Jahr, Titel, Platzierungen, Wochen, Auszeichnungen, Anmerkungen) | Höchstplatzierung, Gesamtwochen, AuszeichnungChartplatzierungen (Jahr, Titel, Platzierungen, Wochen, Auszeichnungen, Anmerkungen) | Anmerkungen                                                                                  |
| Jahr | Titel                            | DE | AT | CH | UK | US | R&B | Anmerkungen                                                                                  |
| ---- | -------------------------------- | --- | --- | --- | --- | --- | --- | -------------------------------------------------------------------------------------------- |
| 1981 | Level 42                         | — | — | — | UK20 Silber · (18 Wo.)UK | — | — | Erstveröffentlichung: August 1981 Produzent: Mike Vernon                                     |
| 1982 | The Early Tapes July–August 1980 | — | — | — | UK46 (6 Wo.)UK | — | — | Erstveröffentlichung: März 1982 Produzenten: Andy Sojka, Jerry Pike                          |
| 1982 | The Pursuit of Accidents         | — | — | — | UK17 Silber · (16 Wo.)UK | — | — | Erstveröffentlichung: September 1982 Produzent: Mike Vernon                                  |
| 1983 | Standing in the Light            | DE27 (10 Wo.)DE | — | — | UK9 Gold · (13 Wo.)UK | — | — | Erstveröffentlichung: August 1983 Produzenten: Larry Dunn, Verdine White                     |
| 1984 | True Colours                     | DE23 (9 Wo.)DE | — | CH14 (6 Wo.)CH | UK14 Silber · (8 Wo.)UK | — | — | Erstveröffentlichung: Oktober 1984 Produzent: Ken Scott                                      |
| 1985 | World Machine                    | DE12 (32 Wo.)DE | AT14 (10 Wo.)AT | CH14 (9 Wo.)CH | UK3 ×2Doppelplatin · (72 Wo.)UK                                                                                                   | US18 (36 Wo.)US | R&B64 (3 Wo.)R&B | Erstveröffentlichung: September 1985 Produzenten: Level 42, Wally Badarou                    |
| 1987 | Running in the Family            | DE4 Gold · (24 Wo.)DE | AT4 (14 Wo.)AT | CH4 Gold · (16 Wo.)CH | UK2 ×2Doppelplatin · (54 Wo.)UK                                                                                                   | US23 (34 Wo.)US | — | Erstveröffentlichung: März 1987 Produzenten: Level 42, Wally Badarou                         |
| 1988 | Staring at the Sun               | DE8 (12 Wo.)DE | AT21 (6 Wo.)AT | CH6 (8 Wo.)CH | UK2 Gold · (11 Wo.)UK | US128 (7 Wo.)US | — | Erstveröffentlichung: September 1988 Produzenten: Level 42, Wally Badarou, Julian Mendelsohn |
| 1991 | Guaranteed                       | — | — | CH31 (2 Wo.)CH | UK3 Silber · (5 Wo.)UK | — | — | Erstveröffentlichung: September 1991 Produzenten: Level 42, Wally Badarou                    |
| 1994 | Forever Now                      | — | — | — | UK8 (3 Wo.)UK | — | — | Erstveröffentlichung: März 1994 Produzenten: Level 42, Wally Badarou                         |
| 2006 | Retroglide                       | — | — | — | UK78 (… Wo.)UK | — | — | Erstveröffentlichung: September 2006 Produzenten: Boon Gould, Mark King                      |

grau schraffiert: keine Chartdaten aus diesem Jahr verfügbar

### Livealben
| Jahr | Titel               | Höchstplatzierung, Gesamtwochen, AuszeichnungChartplatzierungen (Jahr, Titel, Platzierungen, Wochen, Auszeichnungen, Anmerkungen) | Höchstplatzierung, Gesamtwochen, AuszeichnungChartplatzierungen (Jahr, Titel, Platzierungen, Wochen, Auszeichnungen, Anmerkungen) | Höchstplatzierung, Gesamtwochen, AuszeichnungChartplatzierungen (Jahr, Titel, Platzierungen, Wochen, Auszeichnungen, Anmerkungen) | Höchstplatzierung, Gesamtwochen, AuszeichnungChartplatzierungen (Jahr, Titel, Platzierungen, Wochen, Auszeichnungen, Anmerkungen) | Höchstplatzierung, Gesamtwochen, AuszeichnungChartplatzierungen (Jahr, Titel, Platzierungen, Wochen, Auszeichnungen, Anmerkungen) | Höchstplatzierung, Gesamtwochen, AuszeichnungChartplatzierungen (Jahr, Titel, Platzierungen, Wochen, Auszeichnungen, Anmerkungen) | Anmerkungen |
| Jahr | Titel               | DE | AT | CH | UK | US | R&B | Anmerkungen |
| ---- | ------------------- | --- | --- | --- | --- | --- | --- | --- |
| 1985 | A Physical Presence | DE45 (7 Wo.)DE | — | CH21 (4 Wo.)CH | UK28 (5 Wo.)UK | — | — | Erstveröffentlichung: Mai 1985 Doppelalbum, Aufnahme: März 1985 The Coronet Woolwich, The Hexagon Reading und Goldiggers Chippenham |

Weitere Livealben
- 1996: Live at Wembley
- 2001: Live 2001 Reading UK
- 2005: Live at the Apollo, London 2003 (2 CDs)
- 2005: Greatest Hits Live
- 2005: The River Sessions (2 CDs)
- 2007: Greatest Hits Performed Live in Reading 2001
- 2007: The Retroglide Tour (2 CDs)
- 2010: The Acoustic Album

### Kompilationen
| Jahr | Titel                     | Höchstplatzierung, Gesamtwochen, AuszeichnungChartplatzierungen (Jahr, Titel, Platzierungen, Wochen, Auszeichnungen, Anmerkungen) | Höchstplatzierung, Gesamtwochen, AuszeichnungChartplatzierungen (Jahr, Titel, Platzierungen, Wochen, Auszeichnungen, Anmerkungen) | Höchstplatzierung, Gesamtwochen, AuszeichnungChartplatzierungen (Jahr, Titel, Platzierungen, Wochen, Auszeichnungen, Anmerkungen) | Höchstplatzierung, Gesamtwochen, AuszeichnungChartplatzierungen (Jahr, Titel, Platzierungen, Wochen, Auszeichnungen, Anmerkungen) | Höchstplatzierung, Gesamtwochen, AuszeichnungChartplatzierungen (Jahr, Titel, Platzierungen, Wochen, Auszeichnungen, Anmerkungen) | Höchstplatzierung, Gesamtwochen, AuszeichnungChartplatzierungen (Jahr, Titel, Platzierungen, Wochen, Auszeichnungen, Anmerkungen) | Anmerkungen                         |
| Jahr | Titel                     | DE | AT | CH | UK | US | R&B | Anmerkungen                         |
| ---- | ------------------------- | --- | --- | --- | --- | --- | --- | ----------------------------------- |
| 1989 | Level Best                | DE44 (11 Wo.)DE | — | — | UK5 Gold · (15 Wo.)UK | — | — | Erstveröffentlichung: Oktober 1989  |
| 1998 | The Very Best Of          | — | — | — | UK41 Gold · (2 Wo.)UK | — | — | Erstveröffentlichung: Oktober 1998  |
| 2006 | The Definitive Collection | — | — | — | UK20 Gold · (3 Wo.)UK | — | — | Erstveröffentlichung: Juni 2006     |
| 2020 | The Essential             | — | — | — | UK53 (1 Wo.)UK | — | — | Erstveröffentlichung: 17. Juli 2020 |

Weitere Kompilationen
- 1987: The Family Edition
- 1989: On the Level
- 1992: The Remixes
- 1993: Lessons in Love – Best
- 1993: On a Level
- 1996: Level 42
- 1996: Turn It On
- 1996: The Remix Collection
- 1998: Greatest Hits and More (2 CDs)
- 1999: Classic Level 42 – The Universal Masters Collection
- 2000: Millennium Edition
- 2000: Running in the Family
- 2000: Physical Presence – Best Level
- 2000: True Colours / World Machine (2 CDs)
- 2000: The Pursuit of Accidents / Standing in the Light (2 CDs)
- 2000: Level 42 / The Early Tapes (2 CDs)
- 2002: The Ultimate Collection (neu gemasterte Version von Level Best)
- 2003: The Collection
- 2004: Greatest Hits: Sound & Vision (CD + DVD)
- 2004: Het Beste van Level 42
- 2005: Gold
- 2005: The Ultimate Collection II: B-Sides Remixes & Rarities (3 CDs)
- 2007: Best Level
- 2007: Weave Your Spell: The Collection (2 CDs)
- 2007: The Essential Collection (2 CDs)
- 2010: Lessons in Love: The Collection (2 CDs)

### EPs
- 1985: A Physical Presence
- 1985: Follow Me
- 2013: Sirens

## Singles
| Jahr | Titel Album                                            | Höchstplatzierung, Gesamtwochen, AuszeichnungChartplatzierungen (Jahr, Titel, Album, Platzierungen, Wochen, Auszeichnungen, Anmerkungen) | Höchstplatzierung, Gesamtwochen, AuszeichnungChartplatzierungen (Jahr, Titel, Album, Platzierungen, Wochen, Auszeichnungen, Anmerkungen) | Höchstplatzierung, Gesamtwochen, AuszeichnungChartplatzierungen (Jahr, Titel, Album, Platzierungen, Wochen, Auszeichnungen, Anmerkungen) | Höchstplatzierung, Gesamtwochen, AuszeichnungChartplatzierungen (Jahr, Titel, Album, Platzierungen, Wochen, Auszeichnungen, Anmerkungen) | Höchstplatzierung, Gesamtwochen, AuszeichnungChartplatzierungen (Jahr, Titel, Album, Platzierungen, Wochen, Auszeichnungen, Anmerkungen) | Höchstplatzierung, Gesamtwochen, AuszeichnungChartplatzierungen (Jahr, Titel, Album, Platzierungen, Wochen, Auszeichnungen, Anmerkungen) | Anmerkungen                          |
| Jahr | Titel Album                                            | DE | AT | CH | UK | US | Dance | Anmerkungen                          |
| ---- | ------------------------------------------------------ | --- | --- | --- | --- | --- | --- | ------------------------------------ |
| 1980 | Love Meeting Love The Early Tapes July–August 1980     | — | — | — | UK61 (4 Wo.)UK | — | — | Erstveröffentlichung: August 1980    |
| 1981 | Love Games Level 42                                    | — | — | — | UK38 (6 Wo.)UK | — | — | Erstveröffentlichung: April 1981     |
| 1981 | Turn It On Level 42                                    | — | — | — | UK57 (6 Wo.)UK | — | — | Erstveröffentlichung: Juli 1981      |
| 1981 | Starchild Level 42                                     | — | — | — | UK47 (4 Wo.)UK | — | Dance57 (10 Wo.)Dance | Erstveröffentlichung: November 1981  |
| 1982 | Are You Hearing (What I Hear) The Pursuit of Accidents | — | — | — | UK49 (5 Wo.)UK | — | — | Erstveröffentlichung: April 1982     |
| 1982 | Weave Your Spell The Pursuit of Accidents              | — | — | — | UK43 (4 Wo.)UK | — | — | Erstveröffentlichung: September 1982 |
| 1983 | The Chinese Way The Pursuit of Accidents               | — | — | — | UK24 (8 Wo.)UK | — | — | Erstveröffentlichung: Dezember 1982  |
| 1983 | Out of Sight – Out of Mind Standing in the Light       | — | — | — | UK41 (4 Wo.)UK | — | — | Erstveröffentlichung: April 1983     |
| 1983 | The Sun Goes Down (Living It Up) Standing in the Light | — | — | — | UK10 (12 Wo.)UK | — | — | Erstveröffentlichung: Juli 1983      |
| 1983 | Micro Kid Standing in the Light                        | — | — | — | UK37 (5 Wo.)UK | — | Dance25 (8 Wo.)Dance | Erstveröffentlichung: Oktober 1983   |
| 1984 | Hot Water True Colours                                 | — | — | — | UK18 (9 Wo.)UK | US87 (4 Wo.)US | — | Erstveröffentlichung: August 1984    |
| 1984 | The Chant Has Begun True Colours                       | — | — | — | UK41 (5 Wo.)UK | — | — | Erstveröffentlichung: Oktober 1984   |
| 1985 | Something About You World Machine                      | — | — | — | UK6 Silber · (17 Wo.)UK | US7 (27 Wo.)US | Dance4 (17 Wo.)Dance | Erstveröffentlichung: September 1985 |
| 1985 | Leaving Me Now World Machine                           | — | — | — | UK15 (11 Wo.)UK | — | — | Erstveröffentlichung: November 1985  |
| 1986 | Lessons in Love Running in the Family                  | DE1 (20 Wo.)DE | AT4 (12 Wo.)AT | CH1 (16 Wo.)CH | UK3 Silber · (13 Wo.)UK | US12 (18 Wo.)US | Dance12 (11 Wo.)Dance | Erstveröffentlichung: 14. April 1986 |
| 1986 | World Machine (The Shep Pettibone Remix) –             | — | — | — | — | — | Dance23 (7 Wo.)Dance | Erstveröffentlichung: November 1986  |
| 1987 | Running in the Family                                  | DE12 (13 Wo.)DE | AT12 (12 Wo.)AT | CH5 (13 Wo.)CH | UK6 (10 Wo.)UK | US83 (4 Wo.)US | — | Erstveröffentlichung: Februar 1987   |
| 1987 | To Be with You Again Running in the Family             | DE39 (8 Wo.)DE | — | CH29 (2 Wo.)CH | UK10 (7 Wo.)UK | — | — | Erstveröffentlichung: April 1987     |
| 1987 | It’s Over Running in the Family                        | — | — | — | UK10 (8 Wo.)UK | — | — | Erstveröffentlichung: August 1987    |
| 1987 | Children Say Running in the Family                     | — | — | — | UK22 (6 Wo.)UK | — | — | Erstveröffentlichung: November 1987  |
| 1988 | Heaven in My Hands Staring at the Sun                  | DE22 (10 Wo.)DE | — | CH20 (5 Wo.)CH | UK12 (5 Wo.)UK | — | — | Erstveröffentlichung: August 1988    |
| 1988 | Take a Look Staring at the Sun                         | — | — | — | UK32 (4 Wo.)UK | — | — | Erstveröffentlichung: Oktober 1988   |
| 1989 | Tracie Staring at the Sun                              | — | — | — | UK25 (5 Wo.)UK | — | — | Erstveröffentlichung: Januar 1989    |
| 1989 | Take Care of Yourself Level Best                       | — | — | — | UK39 (3 Wo.)UK | — | — | Erstveröffentlichung: Oktober 1989   |
| 1991 | Guaranteed                                             | DE51 (16 Wo.)DE | — | — | UK17 (4 Wo.)UK | — | — | Erstveröffentlichung: August 1991    |
| 1991 | Overtime Guaranteed                                    | — | — | — | UK62 (6 Wo.)UK | — | — | Erstveröffentlichung: Oktober 1991   |
| 1992 | My Father’s Shoes Guaranteed                           | — | — | — | UK55 (1 Wo.)UK | — | — | Erstveröffentlichung: März 1992      |
| 1994 | Forever Now                                            | DE51 (14 Wo.)DE | — | — | UK19 (4 Wo.)UK | — | — | Erstveröffentlichung: Februar 1994   |
| 1994 | All Over You Forever Now                               | — | — | — | UK26 (2 Wo.)UK | — | — | Erstveröffentlichung: April 1994     |
| 1994 | Love in a Peaceful World Forever Now                   | — | — | — | UK31 (3 Wo.)UK | — | — | Erstveröffentlichung: Juli 1994      |

Weitere Singles
- 1980: (Flying on the) Wings of Love
- 1987: Untitled (mit Leyden Zar und Kebekelektrik)
- 1987: The Platinum Edition Megamix
- 1988: I Don’t Know Why
- 1989: Megamixes
- 1992: The Hit Combination
- 1994: Learn to Say No
- 1998: The Sun Goes Down (Living It Up) ’98 Mix
- 2001: Starchild (BMR with Level 42)
- 2006: The Way Back Home
- 2007: Lessons in Love 2007 (T. C. S. vs. Level 42)

## Boxsets
- 1989: Collectors CD Set (4 CDs)
- 1991: 1980-1989 Complete (9 CDs)
- 2010: Living It Up (4 CDs)
- 2015: 5 Classic Albums (5 CDs)
- 2021: The Complete Polydor Years 1980-1984 (10 CDs)
- 2021: The Complete Polydor Years 1985-1989 (10 CDs)
- 2023: The Later Years 1991-1998 (7 CDs)

## Statistik

### Chartauswertung
|                     | DE    | AT    | CH    | UK     | US    | R&B     |
| ------------------- | ----- | ----- | ----- | ------ | ----- | ------- |
| Nummer-eins-Alben   | DE—DE | AT—AT | CH—CH | UK—UK  | US—US | R&B—R&B |
| Top-10-Alben        | DE2DE | AT1AT | CH2CH | UK7UK  | US—US | R&B—R&B |
| Alben in den Charts | DE7DE | AT3AT | CH6CH | UK14UK | US3US | R&B1R&B |

|                       | DE    | AT    | CH    | UK     | US    | Dance       |
| --------------------- | ----- | ----- | ----- | ------ | ----- | ----------- |
| Nummer-eins-Singles   | DE1DE | AT—AT | CH1CH | UK—UK  | US—US | Dance—Dance |
| Top-10-Singles        | DE1DE | AT1AT | CH2CH | UK6UK  | US1US | Dance1Dance |
| Singles in den Charts | DE6DE | AT2AT | CH4CH | UK29UK | US4US | Dance5Dance |

### Auszeichnungen für Musikverkäufe
| Goldene Schallplatte - Kanada - 1986: für die Single Something about You - 1987: für die Single Lessons in Love - 1988: für das Album Staring at the Sun - Neuseeland - 1987: für das Album Running in the Family - Niederlande - 1982: für das Album Level 42 - 1986: für die Single Lessons in Love - 1988: für das Album Staring at the Sun - 1989: für das Album Level Best - Spanien - 1988: für das Album Running in the Family | Platin-Schallplatte - Kanada - 1986: für das Album World Machine - 1987: für das Album Running in the Family - Niederlande - 1994: für das Album Running in the Family |

Anmerkung: Auszeichnungen in Ländern aus den Charttabellen bzw. Chartboxen sind in ebendiesen zu finden.
| Land/RegionAuszeichnungen für Musikverkäufe (Land/Region, Auszeichnungen, Verkäufe, Quellen) | Silber     | Gold       | Platin     | Verkäufe  | Quellen                           |
| -------------------------------------------------------------------------------------------- | ---------- | ---------- | ---------- | --------- | --------------------------------- |
| Deutschland (BVMI)                                                                           | —          | Gold1      | —          | 250.000   | musikindustrie.de                 |
| Kanada (MC)                                                                                  | —          | 3× Gold3   | 2× Platin2 | 350.000   | musiccanada.com                   |
| Neuseeland (RMNZ)                                                                            | —          | Gold1      | —          | 10.000    | aotearoamusiccharts.co.nz         |
| Niederlande (NVPI)                                                                           | —          | 4× Gold4   | Platin1    | 325.000   | nvpi.nl                           |
| Schweiz (IFPI)                                                                               | —          | Gold1      | —          | 25.000    | worldradiohistory.com             |
| Spanien (Promusicae)                                                                         | —          | Gold1      | —          | 50.000    | Sólo éxitos: año a año, 1959–2002 |
| Vereinigtes Königreich (BPI)                                                                 | 6× Silber6 | 5× Gold5   | 4× Platin4 | 2.440.000 | bpi.co.uk                         |
| Insgesamt                                                                                    | 6× Silber6 | 16× Gold16 | 7× Platin7 |           |                                   |